# Quitman, Arkansas
Quitman là một thành phố thuộc quận Cleburne, tiểu bang Arkansas, Hoa Kỳ. Năm 2010, dân số của thành phố này là 762 người.

## Dân số
- Dân số năm 2000: 714 người.
- Dân số năm 2010: 762 người.